# Gerard Edward Magilton
Gerard Edward Magilton (Philadelphia, Pennsylvania, 1942. május 7.–) amerikai kiképzett űrhajós.

## Életpálya
1965-ben Drexel Egyetemen villamosmérnöki diplomát szerzett. Radio Corporation of America (RCA) vállalt villamosmérnök specialistája.
1985. április 8-tól a Lyndon B. Johnson Űrközpontban részesült űrhajóskiképzésben. Űrhajós pályafutását 1986. január 18-án fejezte be. A Martin Marietta Astro Space Princeton (New Jersey) program menedzsere.

## Űrrepülések
STS–61–C, a Columbia űrrepülőgép 7. repülésének rakományfelelőse. a Satcom K1 üzembe helyezésének tartalék felelőse.